# 飛黃騰達1
首輯的《飛黃騰達》於2004年1月8日至4月15日於美國NBC頻道播出。香港無綫電視明珠台於2004年5月8日至8月14日播放。

## 有關本輯節目
這個節目由時為紐約地產大亨的唐納·川普作為本節目的主持和監製。
這輯共有8男8女共16位的參加者，他們均來自美國各地。期間他們都必須入住紐約市曼哈頓的杜林普大樓四樓的宿舍。在歷時十五週的比賽期間，他們分成兩組，每週均需完成杜林普給予的任務。而每週杜林普都會「解僱」（淘汰）一位（或兩位）表現最差的參加者。
參加者最初以性別劃分成二間「公司」（組別）。男子組把他們的「公司」命名為"Versacorp"；女子組則命名為"Protégé Corporation"。
每週兩組均需選擇一位組員作為該週的「項目經理」（Project Manager），帶領該組完成任務。在任務中勝出的一組可以得到杜林普給予的獎勵；落敗的一組要來到他的會議室，表現最差的應徵者會被解僱（淘汰出局）。任務期間，杜林普的兩個助手喬治·H·羅斯和凱洛琳·凱普謝會監察他們的活動，並向杜林普匯報。他們也會在會議室決定誰會被解僱。
杜林普在節目中最為人熟悉的莫過於是他的口頭禪「你被解僱了！」（You're fired!）。

## 應徵者
《飛黃騰達》實質上是一個工作面試，所以參加者應稱為「應徵者」。他們是：
| 應徵者                       | 譯名              | 結果             | 備註             |
| Heidi Bressler               | 海蒂·貝斯勒       | 於第十週被解僱   |                  |
| Katrina Campins              | 卡翠娜·坎平       | 於第十一週被解僱 |                  |
| Jessie Connors               | 潔西·康納         | 於第六週被解僱   |                  |
| Jason Curis                  | 傑森·克瑞斯       | 於第二週被解僱   |                  |
| Kristi Frank                 | 克莉絲蒂·法蘭克   | 於第五週被解僱   |                  |
| David Gould                  | 大衛·高德         | 於第一週被解僱   |                  |
| Amy (Amelia) Henry           | 艾美·亨利         | 於第十三週被解僱 | 與Nick雙雙被解僱 |
| Bowie Hogg                   | 鮑伊·霍格         | 於第四週被解僱   |                  |
| Kwame Jackson                | 奎米·傑克森       | 於第十四週被解僱 | 最後一位被解僱   |
| Tammy Lee                    | 譚美·李           | 於第七週被解僱   |                  |
| Omarosa Manigault-Stallworth | 奧瑪蘿莎·史塔沃斯 | 於第九週被解僱   |                  |
| Troy McClain                 | 特洛伊·麥克連     | 於第十二週被解僱 |                  |
| Bill Rancic                  | 比爾·蘭西克       | 勝出／被僱用     |                  |
| Sam Solovey                  | 山姆·沙勒威       | 於第三週被解僱   |                  |
| Ereka Vetrini                | 艾芮卡·維提尼     | 於第八週被解僱   |                  |
| Nick Warnock                 | 尼克·伍諾克       | 於第十三週被解僱 | 與Amy雙雙被解僱  |

## 每週任務

### 第一輯

#### 第1週：Lemonade Empire
第一週的任務是指派兩隊到街上販售檸檬水，所有的資源僅有250元美金。兩隊將要比賽在一天的時間內，哪一隊能夠賺到最多的錢。而結果是男生組落敗，僅僅將資本翻倍；但是女生組卻用相同的250元美金賺到了將近四倍的利潤！最中檢討主因歸咎在男生組因為銷售地點的選擇不佳而倒致落敗。
被解雇者：大衛

#### 第2週：Madison Avenue Pitch
本週任務是要完成一段廣告製作，包含影片以及平面廣告，而廣告的標物是「尊爵飛行卡」。在本集中，女生組以非常大膽的方式呈現出業主想要的廣告感覺而獲得青睞；相較之下，男生組則由於組長在一開始的決策失誤(拒絕與廣告業主開會協商了解實際需求)而種下敗因，當然最後的失敗責任就由組長(專案經理)親自承擔。
被解雇者：Jason(專案經理)

#### 第3週：Negotiation 101
第三週的任務，是要從一系列清單中，透過談判與協商的方式來嘗試以最低的成本購得清單中的物品。已經連敗兩週的男生組推出組內的麻煩人物Sam來擔任隊長，試圖扭轉頹勢。而Sam一開始的確為男生組勾勒出一個看似絕佳的計畫藍圖，卻仍因成員彼此間的不尊重以及後勤支援系統的資訊差錯，再度敗給女生組。雖然男生組再度失敗。卻也終於擺脫了組內狂人！
被解雇者：Sam(專案經理)

#### 第4週：Planet Hollywood
第四週的任務，兩組將分別經營「好萊鄔星球餐廳」一晚，比較哪組營收最多。而雙方也都即時發現在街頭發放折價卷的方式無法有效達成促銷的問題。最後，女生組成功的結合了吧檯與客人互動來進行酒類的銷售，再度擊敗了男生組使用的「捏造偶像」的策略。值得一提的是，在任務完結後的獎賞活動中，川普也同時訓斥了女生組不宜在比賽中過度賣弄性感，更應專注在專業上！
被解雇者：Bowie

#### 第5週：Flea Market
本週進行任務前，主持人川普針對男生組連輸四週的結果提出了改進方法，那就是把所有人叫到面前，由男女雙方本週組長進行隊員選秀，重新塑造出兩個各擁有2男4女的競賽團隊。而本週任務是雙方各自利用1000元美金的資金到外任意購買物資後，拿回當地的跳蚤市場進行拍賣，看看哪隊能獲得最高的利潤。精英隊Versacorp(原男生隊名)的目標是收購多件便宜T恤以及簡單首飾加以裝飾後做為商品拍賣；相對的，門徒隊Protege Corporation(原女生隊名)在商品採購上就比較沒有一個明確目標，加上攤位選擇地點與當天天氣恰好背道而馳，以及最終結算時居然還發生金額短少的狀況。最終精英隊Versacorp(原男生隊名)以懸殊的差距獲得了勝利。
被解雇者：Kristi(專案經理)

#### 第6週：Donation Auction
任務：慈善義賣晚會，二隊向不同的五位名人提出企劃案與邀請，然後在慈善拍賣會上向民眾拍賣這些名人的贊助方案，拍賣總金額高者得勝；

#### 第7週：Apartment Renovation
任務：在兩間未整修的房子當中，經理人要選出一間最有希望整修後能出租高價錢的房子，找到好地點並整修好房子並租給好客人是獲勝關鍵。

#### 第8週：Trump Ice
- 任務：在一天的時間內銷售最多的Trump Ice 牌礦泉水。
- 勝出者：Protege (Troy, Kwame, Heidi, Omarosa 與Amy)
- 獎品：乘坐Donald Trump 的私人直昇機遊覽紐約。
- 被炒者：Ereka, 她在結算時發現了失去了其中一些訂單時, 表現得驚惶失措
- Protege 方的表現: Troy Mclain  在產品的銷售策略上勝出了漂亮的一仗, 由客人有限貨倉空間的限制下, 他想出了將貨品現貨一箱箱的出售變成每週或幾天送貨一次的訂單, 令他在有限接觸客戶的時間內得到了龐大的銷售額。同組的另一邊, Amy 與Omarosa 的銷售遇上了極大的障礙, 事先已說好了, 當會見客人時, 由Omarosa 作產品介紹, 而Amy 則負責落單及說服對方購買, 失控的Omarosa 一次又一次地在對方稍為表示缺乏興趣時, 即時提出 "幾箱?一箱?" 的提議, 即使Amy 跟她再三立下規則, Omarosa 亦一再犯上。
- Versacorp 方的表現: 他們在銷售上遇上了困難, 由於貨倉容量問題, 客戶總不肯大量的購入貨品, 成為了此戰的勝負關鍵。

#### 精華重溫特別版
- 美國播放時間：3月18日
- 重播頭十週的精華片段，及部份先前沒有播放的評語。
- 沒有新的任務，沒有人被炒。

#### 第12週：閣樓拆家
- 美國播映時間：4月1日
- 香港播映時間：7月31日
- 任務：以不低於過2萬美元於Trump World Tower租住閣樓一晚。
- 勝出者：Versacorp (Nick與Amy)
- 獎品：前往位於佛羅里達州棕櫚灘的Marelago private club午膳連來回機票。
- 被炒者：Troy, for being a loose cannon
- NBC.com的精華重溫

#### 第13週：Down to The Wire
- 美國播映時間：4月8日
- 香港播映時間：8月7日
- 決賽前最後一集
- 最後四位參賽者被特朗普公司的財務長、人事管理等四位高層面見，並被問及很多尖銳的問題。
- Nick首先因為只有推銷的經驗，但自認有實質管理公司的能力，被認為愛吹噓而率先被炒。
- Amy因為說話空洞而沒有內涵，成為下一位被炒的參賽者。Bill和Kwame得以繼續。
- 之前最後六位被炒的參賽者再次加入遊戲，並成為Bill與Kwame的“員工”。特朗普讓Bill優先選擇員工，結果二人都分別選了之前與自己合作的參賽者作員工。Bill選了Amy、Katrina和Nick，而Kwame則選了Troy、Omarosa與Heidi。
- 在最後的任務裡，Bill與Kwame各自負責一個大型項目。Bill負責在紐約州Briarcliff Manor的Trump National Golf Club舉辦一個明星哥爾夫球賽；而Kwame則負責在新澤西州大西洋城的泰姬陵賭場為Jessica Simpson舉辦音樂會。
- 奧瑪露莎在運輸公司負責人通知交通出了問題時不單沒有即時作出回應，反而更意圖把事件隱瞞。及至公司負責人在事件惡化，未能在機場接載Jessica Simpson而直接聯絡Kwame時，奧瑪露莎反指對方說謊...
- 下週繼續...

#### 第14週：直播的結局
- 美國播映時間：4月15日
- 香港播映時間：8月14日

## 外部連結
- NBC.com：「飛黃騰達第一輯」官方網頁(英語)
- 「飛黃騰達第一輯」每週精華(英語)
- 無綫電視：「飛黃騰達第一輯」網頁 （页面存档备份，存于）